# Caducifoglio

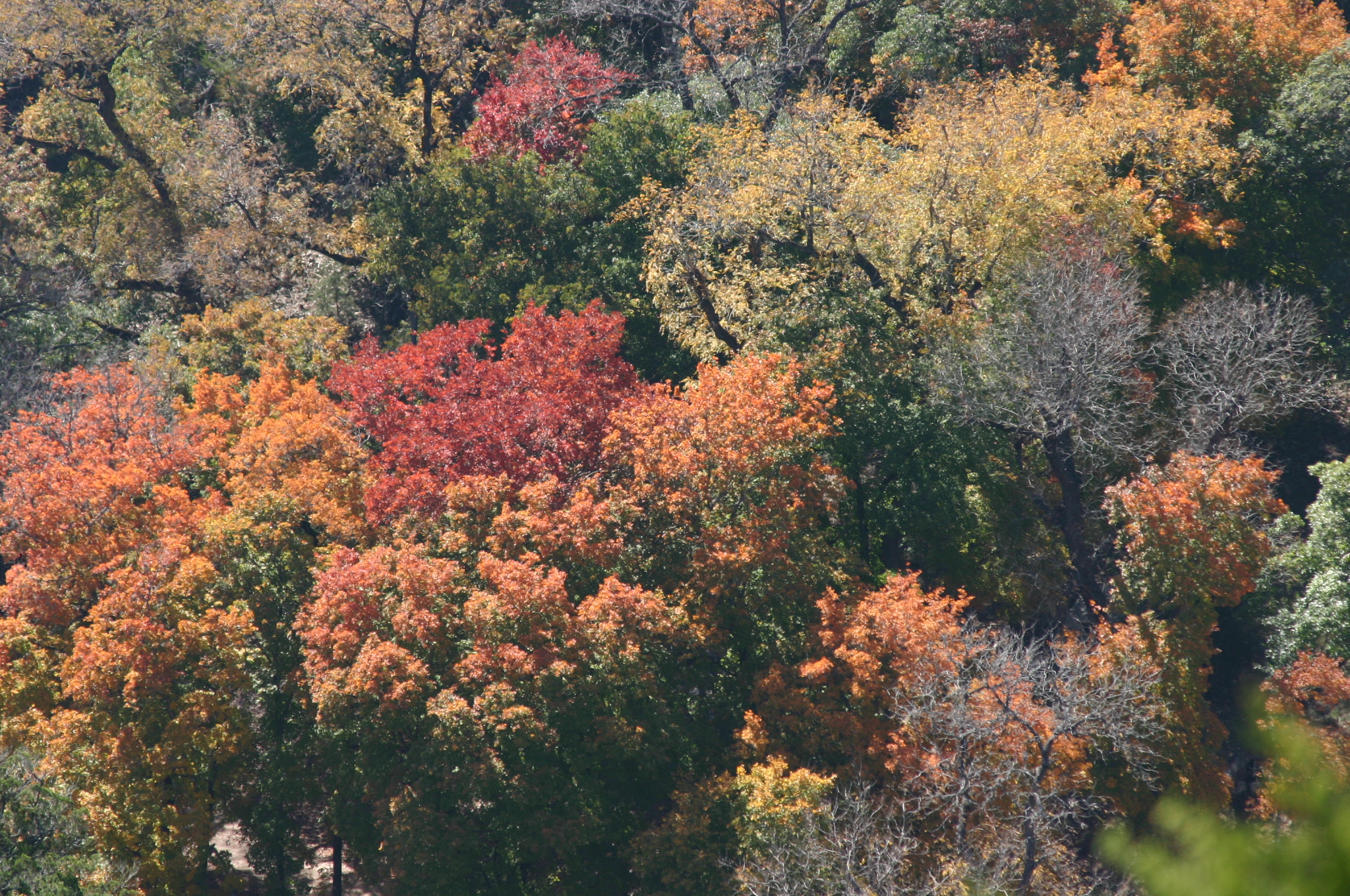
Bosco caducifoglio in autunno

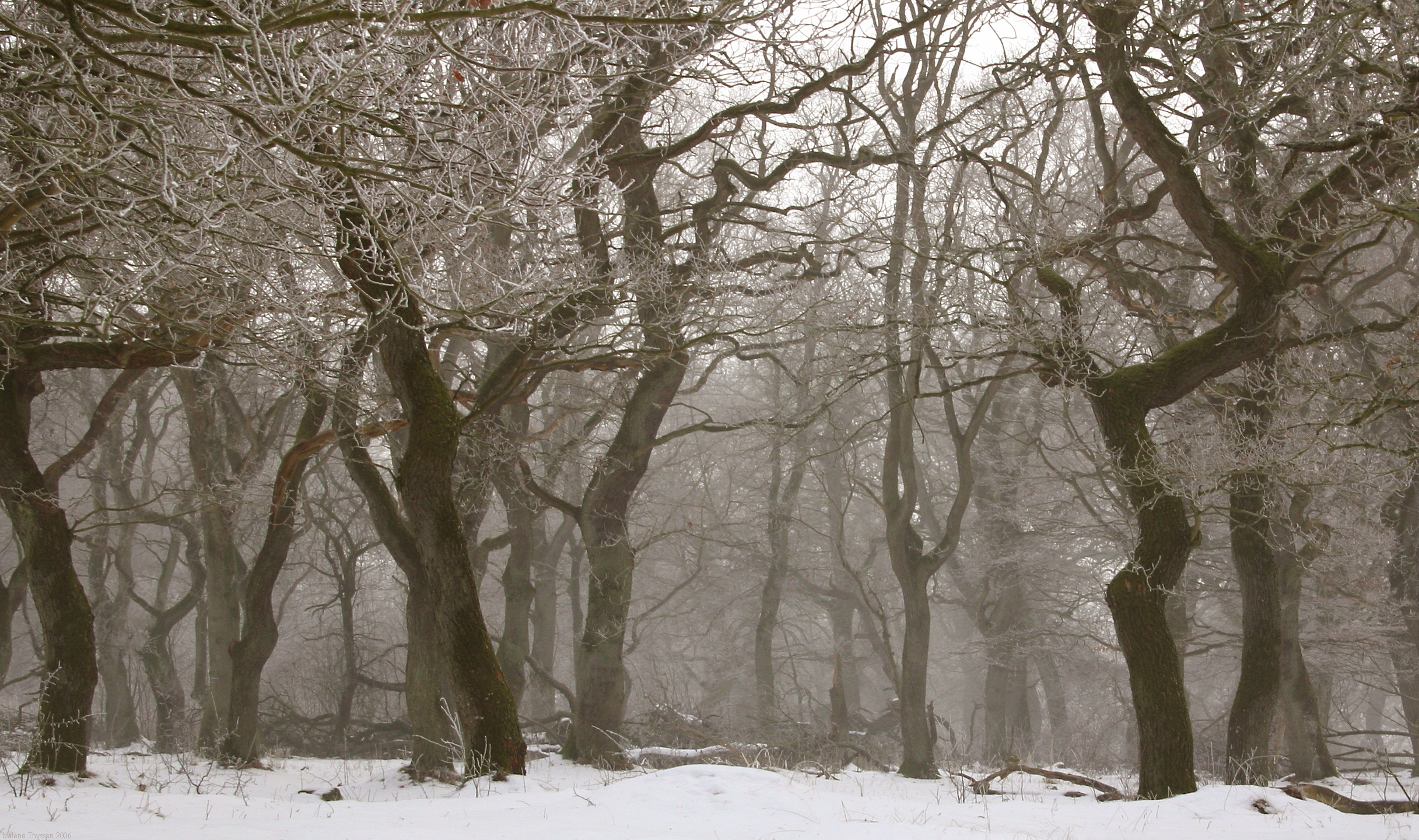
Bosco caducifoglio in inverno

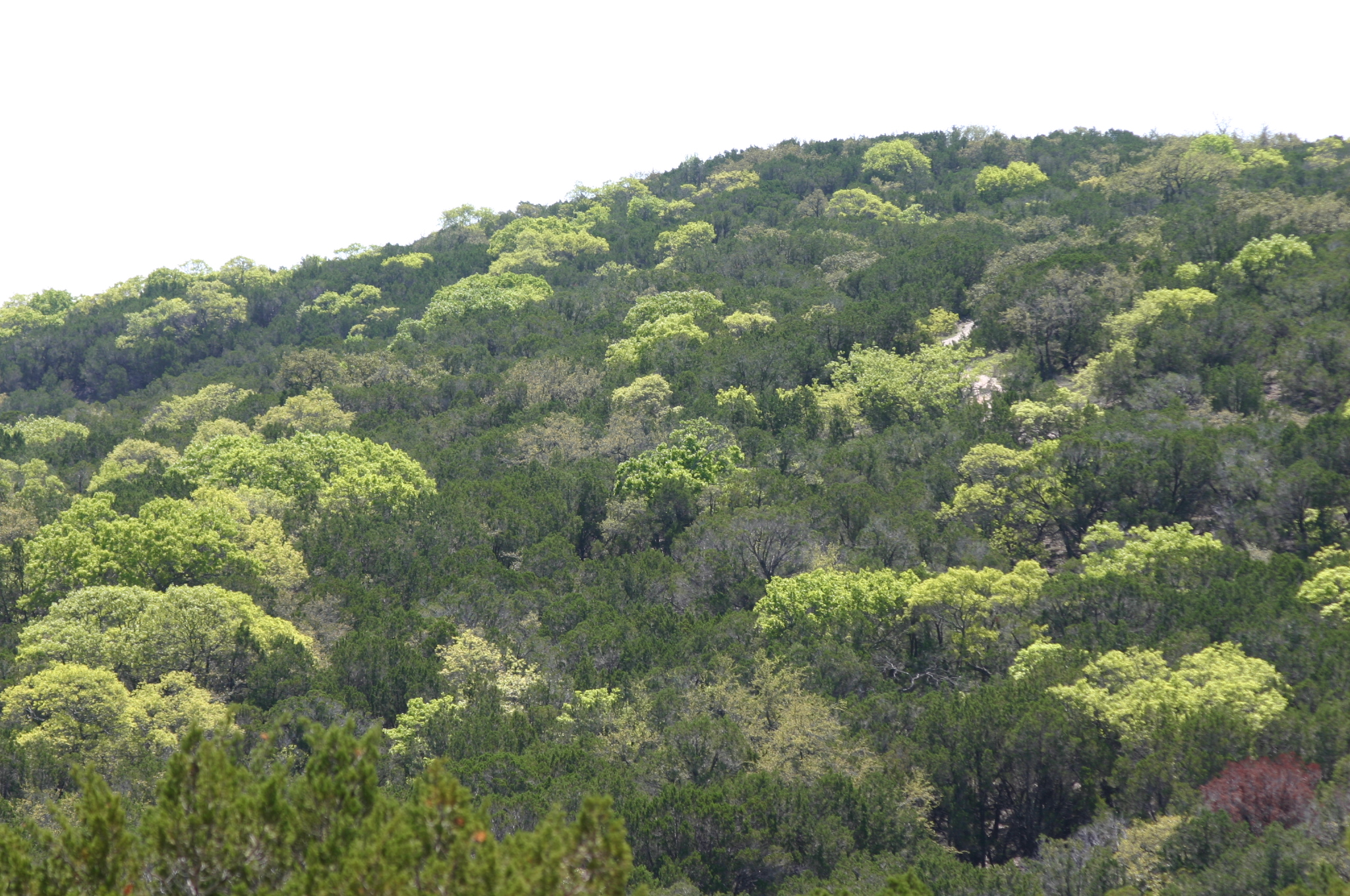
Bosco caducifoglio in primavera

Con caducifoglio s'intende in botanica una pianta (albero o arbusto, erbaceo o legnoso) che perde le foglie nella stagione sfavorevole (stagione fredda invernale nella zona temperata o siccitosa nella zona torrida). Le foglie delle piante caducifoglie si dicono decidue o caduche e il fenomeno che causa la caduta è detto abscissione. La caduta delle foglie è detta nel suo insieme corismo o defogliazione.
È una caratteristica diffusa soprattutto fra le latifoglie ed è rara tra le conifere; un esempio di conifera caducifoglia è il genere del larice (Larix). Esempi di piante caducifoglie tra le latifoglie sono invece il nespolo comune (Mespilus germanica), il sorbo domestico (Sorbus domestica), l'azzaruolo (Crataegus azarolus), il crespino (Berberis vulgaris), il faggio (Fagus sylvatica), il corniolo (Cornus mas), il giuggiolo (Ziziphus jujuba) e molti altri.
Le piante che al contrario mantengono le foglie anche durante la stagione sfavorevole si definiscono sempreverdi. Nonostante il loro nome, nemmeno le piante sempreverdi mantengono le foglie per sempre, ma solo per qualche anno, variando a seconda della specie; fa eccezione soltanto il genere Welwitschia.
A causa dell'aggettivo inglese deciduous che può significare sia "caducifoglio" sia "deciduo", si possono trovare in libri (specialmente traduzioni recenti di libri in inglese) locuzioni come "alberi decidui", ma questo non è corretto: gli alberi sono caducifogli, le foglie sono decidue.

## Esempi
| Nome                                               | Immagine |
| -------------------------------------------------- | -------- |
| Acero                                              |          |
| Betulla                                            |          |
| Castagno                                           |          |
| Carpine                                            |          |
| Faggio                                             |          |
| Frassino                                           |          |
| Nocciolo                                           |          |
| Olmo                                               |          |
| Ontano                                             |          |
| Orniello                                           |          |
| Pioppo                                             |          |
| Platano                                            |          |
| Quercia (tranne il Leccio e la Quercia da Sughero) |          |
| Robinia pseudoacacia                               |          |
| Sorbo domestico                                    |          |
| Tiglio                                             |          |